# Элсаим, Нисрин
Нисрин Элсаим (араб. نسرين الصائم‎) — суданский молодёжный экологический активист и участник переговоров по изменению климата. Она входит в состав Молодёжной консультативной группы ООН по изменению климата после того, как её выдвинул Панафриканский альянс климатической справедливости. Элсаим является президентом организации «Молодежь Судана против изменения климата». В 2019 году она также организовала Молодёжный климатический саммит.
Элсаим получила степень в области физики и возобновляемых источников энергии в Хартумском университете. С 2012 года она активно участвует в молодёжной климатической деятельности, выступая против изменения климата.